# Aeroporti in Giordania
Questa è la lista degli aeroporti in Giordania, ordinata per città.

## Aeroporti
| Città              | ICAO           | IATA | Nome aeroporto                              | Altro nome                 |
| Aeroporti civili   |                |      |                                             |                            |
| Amman              | OJAI           | AMM  | Aeroporto di Amman-Queen Alia               | Queen Alia Int'l Airport   |
| Amman              | OJAM           | ADJ  | Aeroporto di Amman-Marka                    | Matar Amman Al Madani      |
| Aqaba              | OJAQ           | AQJ  | Aeroporto di Aqaba                          | King Hussein Int´l Airport |
| Zarqa              | OJ38 - OJ0A    |      | Aeroporto di Zarqa                          |                            |
| Aeroporti militari |                |      |                                             |                            |
| Azraq              | OJ40 - OJ0D    |      | Aeroporto di Azraq                          | Shaheed Mwaffaq Air Base   |
| Mafraq             | OJMF           | OMF  | Aeroporto di Mafraq                         | King Hussein Air Base      |
| Ma'an              | OJ39 - OJ0B    |      | Aeroporto di Al Jafr                        | King Feisal bin Abdul Aziz |
| Ruwaished          | OJHR           |      | Aeroporto H4                                |                            |
| Safawi             | OJHF - OJ0C    |      | Aeroporto H5                                | Prince Hasan Airport       |
| Zarqa              | JO-0001        |      | Aeroporto di Zarqa-King Abdullah II         | King Abdullah II Air Base  |
| Altre strutture    |                |      |                                             |                            |
| Azraq              | JO-0004 - Z17E |      | Pista d'atterraggio stradale Azraq          |                            |
| Mafraq             | JO-0005        |      | Pista d'atterraggio stradale Wadi El Murbah |                            |
| Amman              | JO-0006 - Z17K |      | Pista d'atterraggio stradale Al Ghadaf      |                            |
| Ma'an              | JO-0007 - Z17G |      | Pista d'atterraggio stradale Al Qatranah    |                            |
| Aqaba              | JO-0008 - Z17F |      | Pista d'atterraggio stradale Al Quwayrah    |                            |
| Zarqa              | JO-0009 - Z17I |      | Pista d'atterraggio stradale Highway H      |                            |